# 井手文子
井手 文子（いで ふみこ、1920年7月13日 - 1999年12月10日）は、日本の女性史研究家。
東京出身。自由学園高等部卒。1957年の日本女性史研究会の結成に参加。平塚らいてうや雑誌「青鞜」の研究、『伊藤野枝全集』の編纂をおこなった。墓所は多磨霊園。

## 著書
- 青鞜 元始女性は太陽であった 弘文堂 1961
- 『青鞜』の女たち 海燕書房 1975
- 自由それは私自身 評伝・伊藤野枝 筑摩書房 1979.10（ちくまぶっくす）
- 平塚らいてう 近代と神秘 新潮選書 1987

## 共編著
- 戦後婦人運動史 帯刀貞代、長谷川章子共著 大月書店 1960（戦後運動史双書）
- 大正デモクラシーと女性 江刺昭子共編 合同出版 1977.2（歴史と女性シリーズ）
- 箕作元八・滞欧「箙梅日記」 柴田三千雄共編 東京大学出版会 1984.11